# Толмачёв, Алексей Иванович
Алексей Иванович Толмачёв (род. 1929) — украинский ученый-биоорганик, профессор, доктор химических наук.

## Биография
Родился в 1929 году в Киеве. 1952 окончил КГУ им. Т. Г. Шевченко. До 1955 года — аспирант ИОХ НАН УССР (научный руководитель академик А. И. Киприанов).
В 1955 году защитил кандидатскую диссертацию «Получение четвертичных солей слабых органических основ».
В 1975 году получил степень доктора химических наук — диссертация «Полиметиновые красители на основе пиронов и солей пирилия».
С 1976 года — заведующий отделом цвета и строения органических соединений ИОХ НАН УССР.
С 1988 года — профессор.
Входит в состав Российского союза научной и прикладной фотографии, специализированных советов ИОХ НАН Украины и КГУ им. Т. Г. Шевченко.
Направления научных интересов:
- разработка теории цветности
- исследования в области химии полиметиновых красителей
- систематическое изучение кислород-, серо- и селенсодержащих гетероциклов.

Значимый вклад в производство галогеносеребряных фотоматериалов и создание элементной базы лазерной техники.
Предложил новую методику флуоресцентного мечения биополимеров — за счёт их химического взаимодействия с пирилоцианинами.
Является автором более 400 научных работ, авторских свидетельств, патентов.
Подготовил 15 кандидатов и 3 доктора химических наук.

### Награды
- Лауреат первой премии им. А. И. Киприанова — 1987, за работы о полиметиновых красителях для фотографических средств регистрации информации (в соавторстве с Г. Г. Дядюшей и Ю.Л. Сломинским)
- орден Дружбы народов
- 2 медали.